# Дворянинцевы
Дворянинцевы (Дворянинцовы) — новгородский посаднический род полотницкого конца. 

## Генеалогия рода
Аввакум Дворянинец
- Евстафий (Остафий) Аввакумович тысяцкий (1330), посадник (1340), убит на вече (1346);
  - Варфоломей Евстафьевич (Остафьев). См. род Остафьевых.
- Александр Аввакумович посадник (1354 и 1360);
- Богдан Аввакумович соорудил в Новгороде храм во имя Святого Симеона Столпника (1392-1398);
  - Григорий Богданович - боярин новгородский (1411).

В исторических документах упоминаются также: Григорий Богданович (1411), Василий Аввакумович (1415), Феодосий Аввакумович († 1415), Борис Васильевич († 1417), Семён Васильевич († 1417), Иван Богданович († 1419) — все они были посадниками.
В конце XV столетия Иван Петрович владел поместьями в Деревской пятине.